# The Coffin of Andy and Leyley
The Coffin of Andy and Leyley é um jogo de aventura de terror psicológico desenvolvido por Nemlei e publicado pela Kit9 Studio para Microsoft Windows. O jogo originou-se como uma demo lançada em Março de 2023 no Itch.io, e posteriormente foi expandido e lançado no Steam em estado de acesso antecipado. A versão atual do jogo apresenta dois dos quatro episódios planejados, os dois últimos dos quais estão atualmente em desenvolvimento. A trama segue os irmãos Andrew e Ashley Graves, que se encontram em um relacionamento codependente enquanto cometem vários crimes enquanto tentam sobreviver em um mundo distópico.

## Jogabilidade

A área inicial de The Coffin of Andy and Leyley, que retrata o apartamento onde os irmãos estão presos.

The Coffin of Andy and Leyley é um jogo rpg de horror psicológico no qual os jogadores jogam como irmãos protagonistas Andrew e Ashley Graves, apelidados de Andy e Leyley respectivamente. A jogabilidade consiste em explorar o ambiente e ocasionalmente resolver quebra-cabeças para avançar a narrativa.
Os quebra-cabeças do episódio 1 consistem exclusivamente em coletar itens específicos e usá-los para resolver um problema, enquanto o episódio 2 introduziu sequências de sonho, onde há pedaços do chão sem nada para andar e o jogador deve construir o caminho para poder prosseguir. Há um terceiro tipo de quebra-cabeça, disponível apenas na "Rota do Enterro", onde o jogador precisa colocar itens, em pinturas, em uma ordem especifica para abrir um caminho, representado por portas. Cada porta leva a um caminho diferente na "Rota do Enterro". Às vezes, o jogador é solicitado a fazer escolhas que podem mudar a direção da história e determinar qual rota o jogo seguirá.
Enquanto o primeiro episódio possui apenas um único final, independente das ações, que normalmente seguem uma linearidade, a partir do episódio 2 cada decisão possui algum tipo de impacto no desfecho do jogo, abrindo finais alternativos para o jogo.

## Trama

### Episódio 1
- Devido a contaminação do abastecimento local de água, uma companhia responsável pela distribuição da água na região, declarou quarentena a todos que consumiram a água contaminada, alegando que foram infectados por parasitas contagiosos.

- Os irmãos, Andrew Graves e Ashley Graves, estão presos em seu apartamento há três meses, com os guardas encarregados do prédio, não permitindo que ninguém saia de seus apartamentos e parando de fornecer comida. Lentamente morrendo de fome e perdendo a esperança, Andrew e Ashley tentam se distrair da situação precária.

- Um dia, eles descobrem seu vizinho cultista tentando invocar um demônio. Enquanto o cultista tem sucesso em sua segunda tentativa, o demônio rouba sua alma. Andrew e Ashley, após invadem a casa e descobrem que também não há comida lá, que decidem então desmembrar e comer o cultista.

- No dia seguinte, os irmãos planejam como escapar; Andrew mata um dos dois guardas que os mantêm presos, enquanto Ashley sacrifica a alma do outro ao demônio. O demônio oferece a Ashley um talismã que supostamente lhe dará sonhos clarividentes, Ashley pega a arma do guarda e volta para seu irmão. Andrew e Ashley saem do complexo de apartamentos e pegam um ônibus para fugir para outra cidade.

### Episódio 2
- Enquanto estão foragidos, Andrew e Ashley estão ficando sem dinheiro, tendo que dormir em um motel decrépito, pois um hotel exigiria a amostra das identidades e isso poderia entregá-los a policia.

- Quando voltam ao seu quarto eles veem no noticiário que seu apartamento pegou fogo, supostamente matando todos lá, incluindo eles, e provavelmente apagando todas as evidências de seus crimes anteriores.

- Após decidirem ir embora na manhã seguinte eles vão dormi; Ashley tem uma visão de um estranho entrando e assassinando os dois - ela acorda apavorada e rapidamente sai do quarto com seu irmão. Eles esperam em uma rua próxima ao estacionamento do motel para ver se a visão se realizará. Enquanto eles esperam um homem que se assemelha com o seu vizinho cultista passa por eles e entra em um beco.

- Curiosos, eles se separam, com Ashley continuando a vigiar o estacionamento e Andrew seguindo o cultista. Esta é a primeira vez que podemos jogar como Andrew.

- Depois que Andrew volta de sua investigação um carro para em frente ao motel, com um homem encapuzado descendo e entrando no quarto dos irmãos. Andrew e Ashley criam um plano para atrair o assassino até um parque próximo e então matá-lo. Nesta sessão do jogo, há a escolha do número de balas que atirará no assassino.

- Após investigar o carro do assassino, eles decidem assaltar a casa dos pais para repor os fundos.
- Contudo, são interrompidos quando Renee Graves, mãe deles, chega em casa mais cedo do que o esperado. Ela fica surpresa com a aparência deles após a suposta morte e, relutantemente, permite que eles passem a noite.

- Depois que a família Graves tem um jantar estranho juntos, Ashley argumenta com Andrew que eles deveriam sacrificar e matar seus pais para recarregar o talismã de clarividência e evitar que revelem que sobreviveram, o que poderia incriminá-los.

- Andrew tem um sonho com vários locais que representam seu passado e seus sentimentos sobre suas ações. Ele é acordado abruptamente por Ashley, que está impaciente com sua indecisão sobre como agir com os pais. Andrew, raciocinando que eles não podem correr o risco de seus pais os entregarem, concorda relutantemente com o plano de Ashley.

- Os irmãos os fazem reféns e sacrificam suas almas em um ritual ao demônio. Durante essa sessão haverá escolhas que determinaram a qual das duas rotas o jogo seguirá, "Rota do Enterro" ou "Rota do Apodrecimento", que por sí, são dividas em outros "subfinais" do jogo, chamados de "caminhos".

- Eles então desmembram os corpos de seus pais e descartam os restos mortais, com Ashley cozinhando um pouco de sua carne em uma sopa. Após juntar os ossos para descartar mais tarde, eles decidem que seria melhor tentar ver o futuro para evitar possiveis perigos. Eles então dirigem até uma ponte para jogar os ossos de seus pais no oceano.

- A ações dos irmãos mudam de acordo com a rota.

#### Rota do Apodrecimento
- Na "Rota do Apodrecimento", Andrew está perturbado por suas ações, então acaba por ser frio e amargo com Ashley e se mostra ressentido dela e de como suas escolhas os levaram até a situação que se encontra.
- Quando Ashley vai dormir ela tem uma visão de Andrew tentando matá-la.
- O final dessa cena possui três variações, dependendo se a arma tem balas ou não. Ashley acorda apavorada, se recusando a contar a Andrew sobre a visão. Durante a cena na ponte o clima é tenso, Ashley está com medo de irmão e Andrew continua desesperançoso e amargo.

#### Rota do Enterro
- Já na Rota do Enterro, os irmãos são muito amigáveis, com Andrew desmembrando seus pais sem remorso e até provocando Ashley de brincadeira. Ela se mostra um pouco perturbada com a subita mudança de atitude.

- Os irmão decidem segurar o talismã ao mesmo tempo para ver se poderiam ter "duas visões pelo preço de uma", porém apenas Ashley está presente na sequência de sonho.

- No final, há um quebra cabeça com duas portas trancadas, cada porta leva a um caminho diferente da Rota do Enterro.

- Passando pela porta a direita então estará no "Caminho São". Ashley terá uma visão sobre engarrafar fantasmas e ao acordar descobre que Andrew não conseguiu dormir.

- A cena na ponte é leve, Andrew está um pouco irritado por não terem visto nada de útil. Eles então decidem procurar identidades falsas e continuar sua vida juntos.

- Passar pela porta a esquerda leva ao "Caminho Questionável" ou "Caminho Insano". Ashley terá uma visão do futuro que sugere que os dois entraram em um relacionamento sexual incestuoso.

- Ao acordar, Ashley verá que Andrew está visivelmente corado e envergonhado. Eles tem uma pequena discussão sobre a visão e Andrew pede que Ashley diga que eles nunca serão assim.

- O jogo então dá ao jogador duas opções, dizer "nunca" ou "nunca diga nunca". Escolher "nunca" leva ao Caminho São, enquanto escolher "nunca diga nunca" continua o Caminho Questionável.

- Nesse caminho ainda, a cena na ponte é leve, onde os irmãos são amigáveis e brincalhões. Andrew está visivelmente feliz, aceitando uma competição de arremessar os crânios de seus pais e abraçando Ashley.

- Ashley ainda permanece um pouco preocupada com a mudança de Andrew, achando que se ele não necessitar dela então poderá abandoná-la, mas pensa que "a visão lhe mostrou um jeito de mantê-lo por perto".

- Assim como no Caminho São, eles decidem procurar identidades falsas e continuar sua vida juntos.

## Desenvolvimento
The Coffin of Andy and Leyley foi desenvolvido pela desenvolvedora independente Nemlei. Lançado inicialmente como uma demo no dia 25 de Março de 2023 no website Itch.io, mais tarde recebeu um lançamento de acesso antecipado no Steam em 13 de Outubro de 2023, que continha dois dos quatro episódios planejados. Os dois episódios atualmente em desenvolvimento serão versões diferentes do episódio 3, sendo intitulados "Episódio 3: Enterro" e "Episódio 3: Apodrecimento", seguindo os dois finais diferentes no episódio 2.  
Em 27 de novembro de 2023, a editora Kit9 Studio anunciou que havia adquirido os direitos de publicação de The Coffin of Andy and Leyley, e que iria gerenciar o desenvolvimento do título, com Nemlei optando por descontinuar sua presença online enquanto continuava a fornecer arte escrever a história do jogo.

## Recepção
Após o lançamento do acesso antecipado o jogo obteve reviews "emagadoramente positivas" no site Steam. Os jogadores elogiaram a escrita, o estilo de arte e a trilha sonora, bem como a exploração do relacionamento tóxico e co-dependente do irmãos Graves. Andrea Gonzalez ' Destructoid, deu uma crítica positiva a The Coffin of Andy and Leyley, descrevendo-o como "uma exploração bem escrita de uma dinâmica tóxica entre irmãos" e elogiando o tom geral da narrativa.
Ana Valens ' The Mary Sue, elogiou a exploração de assuntos tabu pelo jogo, afirmando que "tem um comentário importante para compartilhar sobre abuso, trauma e dinâmica familiar disfuncional",  ao mesmo tempo que comparou os eventos do capítulo 2 com o Anúncio "Coming Home" da Folgers. Emily Spindler, ' Kotaku Australia, expressou perplexidade com o conteúdo do jogo, justapondo os temas canibais e incestuosos do jogo com sua recepção "extremamente positiva" no Steam. Ela observou que mais de 7.000 usuários do Steam avaliaram positivamente The Coffin of Andy and Leyley, muitas vezes deixando comentários idiossincráticos que expressavam, de brincadeira, endosso ao conteúdo do jogo.

## Controvérsia
O caixão de Andy e Leyley gerou polêmica na Austrália, com Niche Gamer confirmando de forma independente seu aparente banimento do Steam. O jogo enfrentou escrutínio nas redes sociais, principalmente devido a uma sequência de sonho incestuoso envolvendo o protagonista masculino e sua irmã. O jogo foi retirado da loja australiana Steam já em 16 de janeiro de 2024. Em 29 de janeiro, a proibição foi anulada e o jogo foi recolocado agora com classificação R18+ para “Temas de alto impacto”. 